# Alihossi
Alihossi est un prénom féminin de l'ethnie Goun au Bénin.
Il veut littéralement dire "celle qui est née sur la route.